# Saturnino de Brito Filho
Francisco Saturnino Rodrigues de Brito Filho (Campos dos Goitacases, 1899 — Rio de Janeiro, 1977) foi um engenheiro civil e de minas, filho do também engenheiro Saturnino de Brito, patrono da Engenharia sanitária no Brasil. 

## Biografia
Foi professor da antiga Escola Nacional de Engenharia, atual Escola Politécnica da Universidade Federal do Rio de Janeiro (antiga Universidade do Brasil). Foi presidente do Clube de Engenharia do Rio de Janeiro e também presidente e fundador da UPADI e da FEBRAE - Federação Brasileira de Associações de Engenheiros.
Trabalhou, na construção de Brasília diretamente com o presidente Juscelino Kubitschek com Lucas Nogueira Garcez, Oscar Niemeyer, Lúcio Costa, Burle Marx, Aristóteles de Souza, Jorge Paes Rios, Floro da Costa Dória, Teófilo Ottoni entre outros.